# Coelorinchus denticulatus
Coelorinchus denticulatus es una especie de pez de la familia Macrouridae en el orden de los Gadiformes.

## Morfología
• Los machos pueden llegar alcanzar los 28 cm de longitud total.

## Hábitat
Es un pez de aguas  tropicales que vive entre 64-335 m de profundidad.

## Distribución geográfica
Se encuentra desde Kenia hasta Sudáfrica (KwaZulu-Natal) y Madagascar.